# Schottische Badmintonmeisterschaft 2001
Die Schottische Badmintonmeisterschaft 2001 fand vom 2. bis zum 4. Februar 2001 in Edinburgh statt.

## Austragungsort
- Meadowbank Sports Centre, Edinburgh

## Medaillengewinner
| Disziplin    | Gold                          | Silber                         | Bronze                           |
| ------------ | ----------------------------- | ------------------------------ | -------------------------------- |
| Herreneinzel | Bruce Flockhart               | Robert Blair                   | Graham Simpson                   |
| Herreneinzel | Bruce Flockhart               | Robert Blair                   | Jim Mailer                       |
| Dameneinzel  | Susan Hughes                  | Fiona Sneddon                  | Lena Robertson                   |
| Dameneinzel  | Susan Hughes                  | Fiona Sneddon                  | Kathryn Graham                   |
| Herrendoppel | Alastair Gatt Craig Robertson | Robert Blair Russell Hogg      | Graham Simpson Graeme Smith      |
| Herrendoppel | Alastair Gatt Craig Robertson | Robert Blair Russell Hogg      | Bruce Flockhart Kenny Middlemiss |
| Damendoppel  | Rita Pickering Sandra Watt    | Kirsteen McEwan Carol Tedman   | Julie Hogg Karen Stalker         |
| Damendoppel  | Rita Pickering Sandra Watt    | Kirsteen McEwan Carol Tedman   | Susan Hughes Fiona Sneddon       |
| Mixed        | Russell Hogg Kirsteen McEwan  | Craig Robertson Rita Pickering | Mark MacKay Carol Tedman         |
| Mixed        | Russell Hogg Kirsteen McEwan  | Craig Robertson Rita Pickering | Kenny Middlemiss Alexis Barlow   |